# Lac de la Muzelle
Le lac de la Muzelle est un  lac glaciaire situé à 2105 m d'altitude dans la vallée du Vénéon (massif des Écrins), au pied de la Roche de la Muzelle. Il s'atteint par un sentier de 1200 m de dénivelé depuis Bourg d'Arud (commune de Venosc). 

## Géographie
Il fait 9 ha de superficie et 18 m de profondeur,[réf. à confirmer].
Le lac de la Muzelle et ses abords est un site naturel classé depuis le 1er mars 1941.
Le refuge de la Muzelle se trouve sur sa rive.

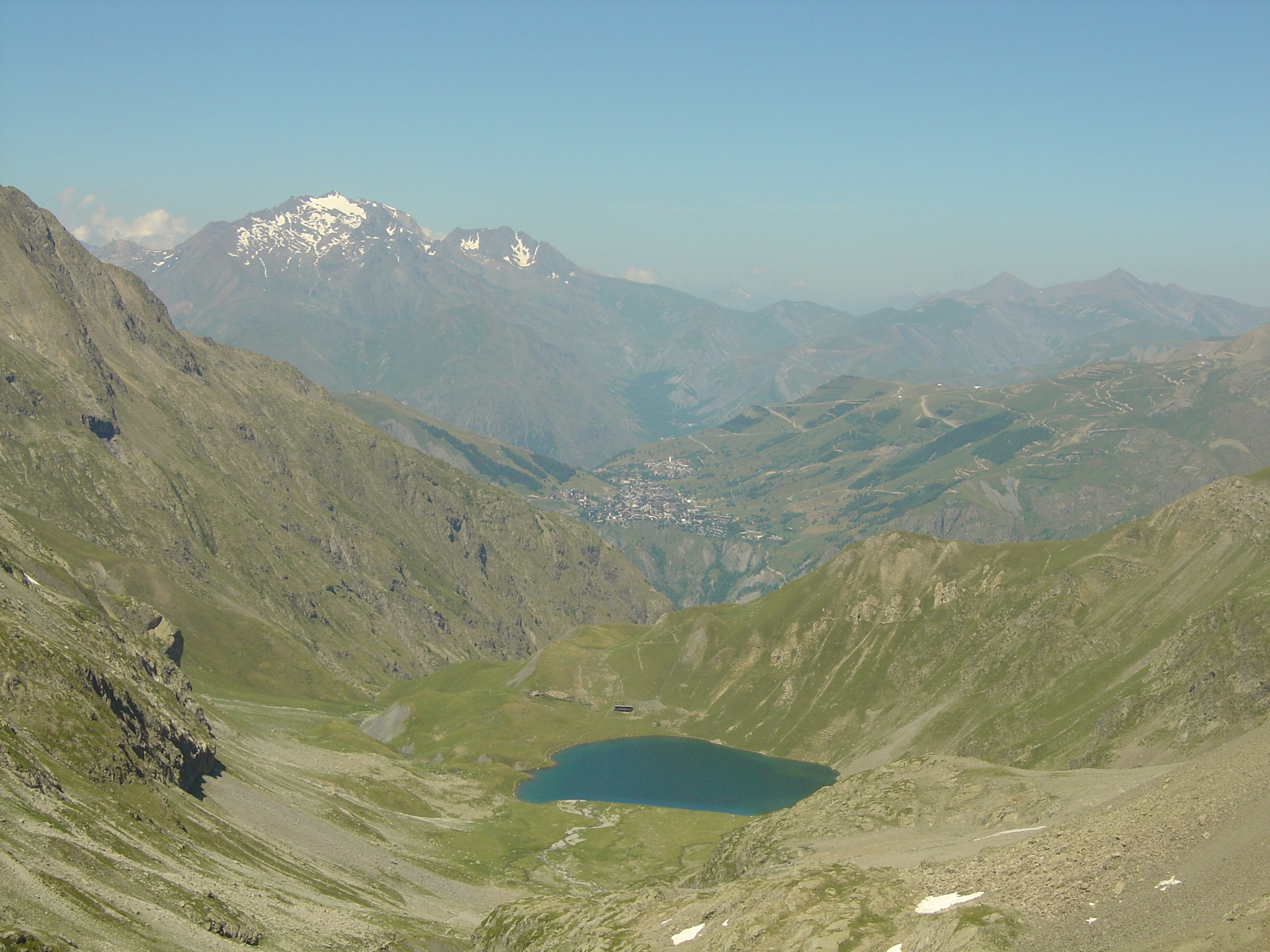
Le lac de la Muzelle, la station des Deux Alpes et le massif des Grandes Rousses vus depuis le col de la Muzelle